# Consensus de 1992
 (juillet 2007).
Si vous disposez d'ouvrages ou d'articles de référence ou si vous connaissez des sites web de qualité traitant du thème abordé ici, merci de compléter l'article en donnant les références utiles à sa vérifiabilité et en les liant à la section « Notes et références ».

République populaire de Chine et république de Chine (Taïwan).

Le consensus de 1992 ou consensus d’une seule Chine (en chinois simplifié : 九二共識; littéralement, « consensus de 92 ») désigne un accord affirmant que la Chine continentale et Taïwan appartiennent à une seule Chine, bien qu'il puisse y avoir interprétation quant à la signification du terme « Chine »,.
La république populaire de Chine a indiqué que le soutien à ce consensus est un prérequis pour toute entité désirant entamer des discussions avec elle. À Taïwan, ce consensus est soutenu par les partis appartenant à la Coalition pan-bleue, qui inclut le Kuomintang et le Qinmindang ou Parti populaire (PFP). En 2005, il est la base de l'accord signé entre les chefs de ces partis (appartenant à l'opposition) en voyage en république populaire et le Parti communiste chinois. La Coalition pan-verte et les officiels du gouvernement de la république de Chine (Taïwan) contestent l'existence même de ce consensus et affirment que le nom même est trompeur dans la mesure où aucun consensus n'a été atteint en 1992 sur l'affirmation d'une seule Chine lors de rencontres entre la république populaire de Chine et la république de Chine.
L'expérience montre toutefois que la république populaire de Chine prône la réunification sous couvert de ce consensus, ce qui est évidemment contraire à la liberté d'interprétation que chaque partie peut avoir de ce que peut être « Une Chine ». Le camp pan-vert estime par ailleurs que la question de l'avenir de Taïwan doit être tranchée par voie de référendum par le peuple taïwanais ; il n'existe à ce jour aucun parti politique à Taïwan qui soutienne une unification avec la république populaire de Chine compte tenu notamment de la nature de son régime et de la volonté du peuple taïwanais attaché à une large majorité au statu quo.

## Histoire de la rencontre Wang-Koo de 1992
Le consensus de 1992 résulte d'une rencontre en novembre 1992 à Hong Kong entre une association de Chine continentale militant pour les relations entre les deux rives du détroit de Taïwan (ARATS, pour Association for Relations Across the Taiwan Straits (en)) et une fondation taïwanaise de même but (SEF, pour Straits Exchange Foundation (en)). Ces dernières étaient autorisées par leurs gouvernements respectifs à négocier des solutions aux problèmes pratiques posés par l'augmentation sensible du commerce à travers le détroit. La conclusion atteinte était destinée à fournir un moyen pour éviter le conflit sur le statut politique de Taïwan. Lors de la rencontre, Hong Kong était sous gouvernement britannique et était considéré comme territoire neutre par les deux parties.
À la suite de cette rencontre, les présidents Wang Daohan (en) pour ARATS et Koo Chen-fu pour SEF se rendent à Singapour le 27 avril 1993, lors de ce qui est connu par la suite comme la « rencontre Wang-Koo ». Ils concluent un accord sur l'authentification des documents, les transferts postaux et un calendrier pour de futures discussions ARATS-SEF.
Les discussions sont reportées lorsque les tensions augmentent lors de la troisième crise du détroit de Taïwan, mais en octobre 1998 un second tour de discussion entre Wang et Koo a lieu à Shanghai. Ces derniers se mettent d'accord pour se voir à nouveau à Taïwan à l'automne 1999, mais la rencontre est annulée par la Chine continentale lorsque le président de Taïwan Lee Teng-hui propose sa Théorie des deux États (de) dans laquelle chaque partie considérerait l'autre comme un État séparé. Les dirigeants de la république populaire de Chine ont toujours considéré cette position comme inacceptable.
Lors d'un discours le 10 octobre 2004, le président taïwanais Chen Shui-bian exprime sa volonté de nouer un dialogue avec les dirigeants du Parti communiste chinois (PCC) sur la base de la rencontre de 1992 à Hong Kong. Néanmoins cette formulation suppose qu'aucun accord sur une seule Chine n'a été obtenu lors de la rencontre de 1992, et le discours de Chen est largement considéré comme un effort pour établir une base de dialogue avec le PCC sans accepter le principe d'une seule Chine.
Le consensus de 1992 est invoqué à nouveau l'année suivante, lorsque Lien Chan et James Soong effectuent des voyages en Chine continentale pour engager un dialogue de parti à parti entre le PCC et le Kuomintang (KMT) d'une part, et entre le PCC et le Qinmindang d'autre part. Ces deux dirigeants reprennent à leur compte explicitement le consensus de 1992, en utilisant la même définition de ce terme que le PCC.

## Controverse autour du consensus de 1992
Les partisans de la Coalition pan-verte affirment que la rencontre de 1992 ne parvient à aucun accord sur le principe d'une seule Chine. Pour étayer cette affirmation, ils mettent en avant le fait que ni Hsu Hueiyu, ni Koo Chen-fu, qui y participent comme délégués du SEF, n'ont publiquement affirmé que la rencontre a permis d'arriver à un accord sur ce point. Ils indiquent que les deux parties sont d'accord pour organiser d'autres rencontres ultérieures sur la base de l'équité et du respect mutuel. Koo indique dans sa biographie que « les deux parties de chaque côté du détroit avaient une interprétation différente de la rencontre de Hong Kong de 1992 ».
Le chef de la Commission des affaires continentales de la république de Chine indique de même qu'aucun consensus n'est atteint à la suite de la rencontre de 1992 et que le terme de « consensus de 1992 » est seulement introduit par les médias en 2000. Certains partisans de l'indépendance de Taïwan, comme l'ancien président Lee Teng-hui, utilisent l'absence de document officiel pour affirmer que le consensus n'a jamais existé. Cependant, il est aussi vrai qu'en 1992, le gouvernement de république de Chine adhérait alors à la position d'une seule Chine, avec laquelle il prend ses distances seulement à la fin des années 1990.
Le terme « consensus de 92 » est créé par Su Chi (en), alors ministre du Conseil des affaires continentales (en) en 2000.